# Wassili Wiktorowitsch Papin
Wassili Wiktorowitsch Papin (russisch Василий Викторович Папин, Schreibweise beim Weltschachbund FIDE Vasily Papin; * 21. September 1988 in Moskau) ist ein russischer Schachspieler.

## Leben
Bei der Jugendeuropameisterschaft in der Altersklasse U12 im Jahr 2000 in Kallithea (Chalkidiki) belegte er den dritten Platz. Das Jugendturnier 2004 in Rybinsk gewann er mit 8 Punkten aus 8 Partien. Bei der Moskauer Meisterschaft im Blitzschach 2010, die von Alexander Morosewitsch vor Michail Kobalija gewonnen wurde, erreichte er den dritten Platz. Im selben Jahr wurde er bei der Studentenweltmeisterschaft in Zürich Fünfter. Bei der Schacholympiade 2018 in Batumi war er Kapitän der namibischen Nationalmannschaft.
Vereinsschach spielte er in der russischen, isländischen und deutschen Mannschaftsmeisterschaft. In der deutschen Schachbundesliga spielte er in der Saison 2013/14 für die SV 1930 Hockenheim.
Im September 2006 wurde ihm der Titel Internationaler Meister verliehen.  Die Normen hierfür erzielte er in der B-Gruppe des Aeroflot Opens im Februar 2004 in Moskau, bei einem internationalen GM-Turnier im November desselben Jahres in Serpuchow sowie beim Orienta International Turnier zur Jahreswende 2005/06 in Moskau. Seit Februar 2011 trägt er den Großmeister-Titel. Die Normen für seinen GM-Titel erzielte er beim 7. N. K. Aratovsky Memorial Open im Juli 2007 in Saratow sowie bei den Michail Tschigorin Memorials in Sankt Petersburg im Oktober 2009 und November 2010.